# Colaspoides
Colaspoides là một chi bọ cánh cứng trong họ Chrysomelidae.
Chi này được Laporte miêu tả khoa học năm 1833.

## Các loài
Các loài trong chi này gồm:
- Colaspoides amamiana Komiya, 1988
- Colaspoides annamita Medvedev, 2004
- Colaspoides apicata Medvedev, 2004
- Colaspoides armata Medvedev, 2004
- Colaspoides bacboensis Medvedev, 2004
- Colaspoides bakeri Medvedev, 2006
- Colaspoides basilana Medvedev, 2006
- Colaspoides bidentulus Medvedev, 2004
- Colaspoides brancuccii Medvedev, 2004
- Colaspoides buonloicus Medvedev, 2004
- Colaspoides cantonensis Medvedev, 2004
- Colaspoides chapuisi Medvedev, 2004
- Colaspoides cheni Medvedev, 2004
- Colaspoides clavipes Medvedev, 2004
- Colaspoides cognatella Medvedev, 2004
- Colaspoides cognatomima Medvedev, 2004
- Colaspoides costalis Medvedev, 2004
- Colaspoides crassifemur Tan & Wang, 1984
- Colaspoides curvipes Medvedev, 2004
- Colaspoides daccordii Medvedev, 2004
- Colaspoides dapi Medvedev, 2004
- Colaspoides dimorphus Medvedev, 2004
- Colaspoides flavimana Medvedev, 2004
- Colaspoides geniculatus Medvedev, 2004
- Colaspoides gressitti Medvedev, 2004
- Colaspoides hagiangi Medvedev, 2004
- Colaspoides imasakai Komiya, 1991
- Colaspoides imitans Medvedev, 2004
- Colaspoides jacobyi Medvedev, 2004
- Colaspoides kabakovi Medvedev, 2004
- Colaspoides kantneri Medvedev, 2004
- Colaspoides kasaharai Komiya, 1991
- Colaspoides kimotoi Medvedev, 2004
- Colaspoides krausei Medvedev, 1988
- Colaspoides kubani Medvedev, 2004
- Colaspoides laeta Medvedev, 2004
- Colaspoides lamellatus Medvedev, 2004
- Colaspoides langbianicus Kimoto & Gressitt, 1982
- Colaspoides laosensis Kimoto & Gressitt, 1982
- Colaspoides laotica Medvedev, 2004
- Colaspoides laysi Medvedev, 2006
- Colaspoides lobatus Medvedev, 2004
- Colaspoides macgregori Medvedev, 2006
- Colaspoides medogensis Tan, 1988
- Colaspoides mentaweica Medvedev, 2003
- Colaspoides microdentata Medvedev, 2004
- Colaspoides mimica Medvedev, 2004
- Colaspoides mindanaica Medvedev, 1988
- Colaspoides mindorensis Medvedev, 2006
- Colaspoides minimus Kimoto & Gressitt, 1982
- Colaspoides minuta Medvedev, 1995
- Colaspoides negrosana Medvedev, 2006
- Colaspoides nepalensis Kimoto, 2001
- Colaspoides nigrotibialis Medvedev, 2004
- Colaspoides okumai Komiya, 1991
- Colaspoides olegi Medvedev, 2004
- Colaspoides pallidicornis Tan & Zhou in Zhou & Tan, 1997
- Colaspoides parrotti Medvedev, 2006
- Colaspoides persimilis Kimoto & Gressitt, 1982
- Colaspoides piceus Kimoto & Gressitt, 1982
- Colaspoides prasinella Medvedev, 2004
- Colaspoides pseudodiffinis Medvedev, 2004
- Colaspoides punctipleuris Medvedev, 2003
- Colaspoides purpurata Medvedev, 2006
- Colaspoides regalini Medvedev, 2004
- Colaspoides rufipes Kimoto & Gressitt, 1982
- Colaspoides rufiventris Medvedev, 2006
- Colaspoides rufofulva Medvedev, 2004
- Colaspoides sculpturata Medvedev, 2006
- Colaspoides seticornis Medvedev, 2004
- Colaspoides shapaensis Medvedev, 2004
- Colaspoides subovata Medvedev, 2004
- Colaspoides subtuberculata Medvedev, 2006
- Colaspoides suginoi Komiya, 1988
- Colaspoides tamdaoensis Medvedev, 2004
- Colaspoides thailandicus Kimoto & Gressitt, 1982
- Colaspoides tridentata Medvedev, 2004
- Colaspoides tuberculipennis Medvedev, 1988
- Colaspoides vietnamicus Kimoto & Gressitt, 1982
- Colaspoides weisei Medvedev, 2006
- Colaspoides yunnanica Medvedev, 2004
- Colaspoides zoiai Medvedev, 2004